# Новосілки (Володимирський район)

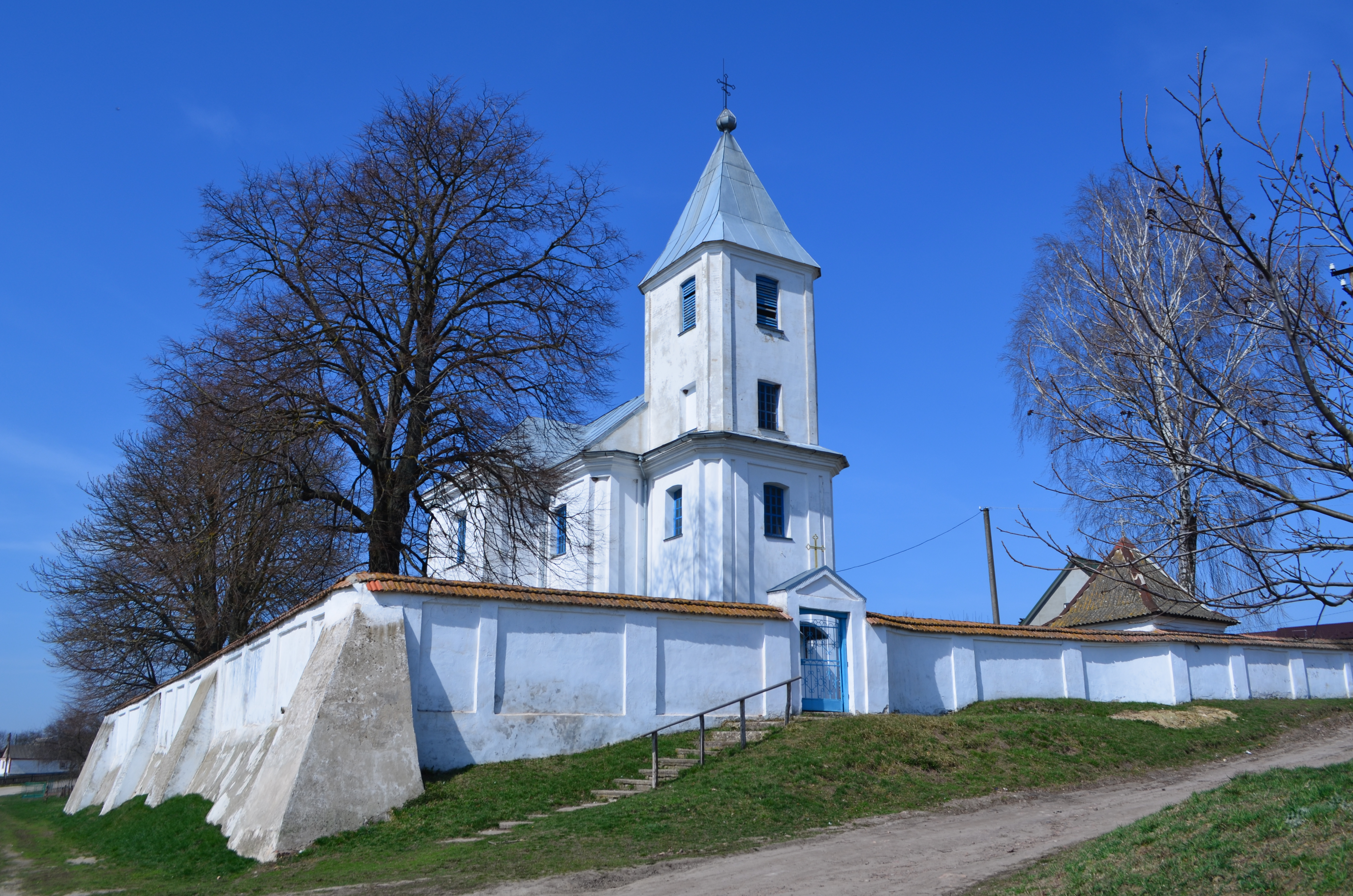
Петропавлівська церква

Новосі́лки — село в Україні, у Володимир-Волинській громаді Володимирського району Волинської області.
Населення становить 423 особи станом на 2023 рік.
У селі функціонує Петропавлівська церква Православної церкви України. Пам'ятка архітектури. Кількість прихожан 250 осіб. Працює початкова школа на 23 місця, клуб, фельдшерсько-акушерський пункт, 1 торгівельний заклад.
У селі доступні телеканали: УТ-1, Обласне телебачення. Наявне проводове радіомовлення.
Село газифіковане. Дороги з ґрунтовим покриттям в незадовільному стані. Наявне постійне транспортне сполучення з районним та обласним центрами.
- Неподалік від села розташований заказник «Новосілки».

## Населення
Згідно з переписом УРСР 1989 року чисельність наявного населення села становила 528 осіб, з яких 263 чоловіки та 265 жінок.
За переписом населення України 2001 року в селі мешкало 508 осіб.

### Мова
Розподіл населення за рідною мовою за даними перепису 2001 року:
| Мова       | Відсоток |
| ---------- | -------- |
| українська | 100 %    |